# Oryzias marmoratus
Oryzias marmoratus là một loài cá thuộc họ Adrianichthyidae. Nó là loài đặc hữu của Indonesia.